# Ларсен, Хельга
Хельга Ларсен (дат. Helga Larsen, 21 апреля 1884 — 13 декабря 1947) — датский политик и политическая активистка.

## Биография
Хельга Петерсен родилась в Копенгагене в 1884 г. Её матерью была Мари Софи Петерсен, работавшая на пивоваренном предприятии и пыталась создать на нём профсоюз женщин-пивоваров. Жили они небогато, и Хельге с девяти лет приходилось после школы 6 часов подрабатывать в вязальном цехе, чтобы свести концы с концами. Не имея средств, чтобы получить хорошее образование, Хельга в 16 лет пошла работать вслед за мамой на пивоваренный завод.
С 1903 по 1906 гг. она была казначеем профсоюза женщин-пивоваров Копенгагена и его окрестностей. Вступила в Социал-демократическую партию Дании. В 1907 г. она вышла замуж за чиновника Кристена Ларсена и временно отошла от общественной работы, однако в 1908 г. вернулась к ней и была выбрана лидером профсоюза. Она стала членом правления профсоюза датских производителей пива, бренди и минеральной воды и занимала эту позицию до 1927 г., пока её не попросили уйти в связи с финансовыми недоразумениями по кредитным операциям. После внесения в 1915 г. поправок в Конституцию Дании женщины получили право участвовать в парламентских выборах. И в 1918 г. Хельга Ларсен от социал-демократической партии была избрана в Фолькетинг. Тем самым она стала одной из четырёх первых женщин-депутатов, избранных в датский парламент. На работе в Фолькетинге она сосредоточилась на социальной политике по защите семей и матерей-одиночек и вопросов строительства жилья для бедных, а также предложила законопроект, по которому женщин следовало освободить от работы ночью.
В 1913—1944 гг. Хельга Ларсен была членом Гражданского представительства социал-демократов и с 1944 по 1946 г. была членом местного Совета. Отказалась от депутатского мандата в 1937 г.
Хельга Ларсен умерла в 1947 г. и была похоронена в Копенгагене.

## Память
Именем Хельги Ларсен названа площадь в районе Копенгагена Ванлёсе.